# San Pio V a Villa Carpegna
A San Pio V a Villa Carpegna egy római bíborosi címtemplom Olaszországban.

## Bíborosok
A templom a következő bíborosoknak volt a címtemploma:
- Paul-Pierre Philippe, O.P. †  (1973. március 5.- 1984. április 9. †)
- Luigi Dadaglio †   (1985. május 25.- 1990. augusztus 22 †)
- José Tomas Sánchez  (1991. június 28.- 2012. március 9. †)
- James Michael Harvey  (2012. november 24. – hivatalban)